# Franz Aspelmayr
Franz Aspelmayr est un compositeur et violoniste autrichien né à Linz le 2 avril 1728 et mort à Vienne le 29 juillet 1786.

## Biographie
Il apprend le violon avec son père qui est maître de danse. Il est probable qu’il ait étudié avec Joseph Haydn autour de 1759, lorsque Aspelmayr est secrétaire du comte Morzin à Lucaveč.
Dans les années 1770, il compose des ballets pour la troupe de Jean-Georges Noverre. Il serait l'un des premiers compositeurs viennois à adopter le style dynamique de l'école de Mannheim.

## Œuvres
Aspelmayr est l'auteur de 47 ballets, 7 œuvres pour la scène (Singspiels) et d’une quarantaine de symphonies. Dans le genre musique de chambre, il laisse 43 quatuors à cordes, 61 trios à cordes, 70 partitas pour instruments à vent, 18 duos pour cordes, six sonates pour violon, outre un concerto pour violon.

### Ballets
- Iphigénie en Tauride (1768)
- Agamemnon vengé (1771)
- Alexandre et Campaspe de Larisse (1772)
- Acis et Galatée (1773)

### Musique pour la scène
- Iphigénie en Tauride (1768)
- Agamemnon vengé (1771)
- Alexandre et Campaspe de Larisse (1772)
- Acis et Galatée (1773)

### Musique symphonique
- 3 Symphonies (une en do majeur, une autre en ré majeur)
- 5 Divertimenti
- 1 Concerto pour violon

### Musique de chambre
Certains de ses trios pour cordes ont été attribués un temps à Joseph Haydn.
- 6 Serenade, op. 1
- 6 Quatuors concertants, op. 2
- 6 Trios, op. 5
- 6 Quatuors, op. 6

## Discographie
- 6 Quatuors op. 2 – Quatuor Eybler (2020, 2 CD Gallery Players GPN 20001)[3]